# رينيه ر. دوغلاس
رينيه ر. دوغلاس (بالإنجليزية: Rene R. Douglas)‏ هو فارس أمريكي، ولد في 6 مارس 1967 في بنما في بنما.